# Bloomingburg (Ohio)
Bloomingburg es una villa ubicada en el condado de Fayette en el estado estadounidense de Ohio. En el Censo de 2010 tenía una población de 938 habitantes y una densidad poblacional de 516,64 personas por km².

## Geografía
Bloomingburg se encuentra ubicada en las coordenadas 39°36′28″N 83°23′44″O / 39.60778, -83.39556. Según la Oficina del Censo de los Estados Unidos, Bloomingburg tiene una superficie total de 1.82 km², de la cual 1.82 km² corresponden a tierra firme y (0%) 0 km² es agua.

## Demografía
Según el censo de 2010, había 938 personas residiendo en Bloomingburg. La densidad de población era de 516,64 hab./km². De los 938 habitantes, Bloomingburg estaba compuesto por el 88.59% blancos, el 3.09% eran afroamericanos, el 0.64% eran amerindios, el 0% eran asiáticos, el 0% eran isleños del Pacífico, el 6.18% eran de otras razas y el 1.49% pertenecían a dos o más razas. Del total de la población el 6.93% eran hispanos o latinos de cualquier raza.